# Kurt Gaßner

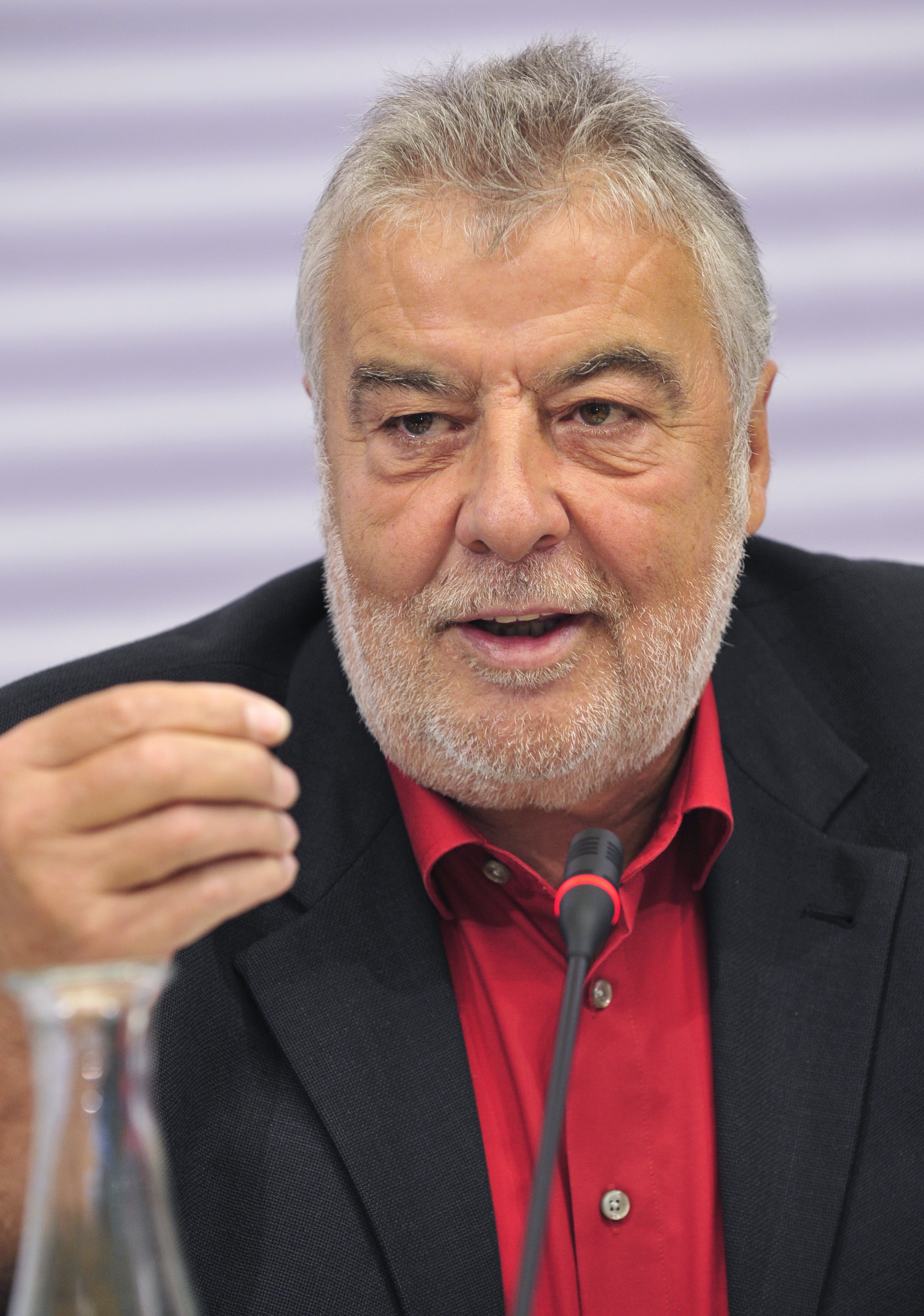
Kurt Gaßner 2010

Kurt Gaßner (* 8. April 1947 in Perg, Oberösterreich) ist ein österreichischer Lehrer, Politiker (SPÖ). Er war von 1997 bis 2013 Nationalratsabgeordneter.

## Ausbildung und Beruf
Gaßner besuchte ab 1953 die Volksschule in Schwertberg und ab 1957 das Humanistische Gymnasium Petrinum in Linz. Von 1961 bis 1962 war er Schüler am Gymnasium Dachsberg in Prambachkirchen. 1962 wechselte er an das Gymnasium Ried im Innkreis, wo er 1966 die Matura ablegte. Nach dem Präsenzdienst begann er 1967 ein Studium der Soziologie an der Universität Linz und wechselte 1969 zum Studium der Wirtschaftspädagogik, das er 1975 mit dem akademischen Grad Mag. rer. soc. oec.  abschloss. Von 1972 bis 1997 unterrichtete er an der Handelsschule und Handelsakademie Perg.

## Politische Laufbahn
Gaßner war von 1982 bis 2007 Ortsparteivorsitzender der SPÖ Schwertberg, von 1985 bis 2009 Bürgermeister von Schwertberg und von 1992 bis 2012 Bezirksparteivorsitzender der SPÖ Perg.
In der XXIII. Gesetzgebungsperiode war er Mitglied des Ausschusses für Land- und Forstwirtschaft, des Finanzausschusses, des Rechnungshofausschusses, des Volksanwaltschaftsausschusses und gehörte auch dem sogenannten Eurofighter-Untersuchungsausschuss an. Von 2008 bis 2013 war er Klubvorsitzender-Stellvertreter der Sozialdemokratischen Parlamentsfraktion - Klub der sozialdemokratischen Abgeordneten zum Nationalrat, Bundesrat und Europäischen Parlament. In seiner letzten Funktionsperiode bis 2013 war er Mitglied folgender Ausschüsse: Unterausschuss des Ausschusses für Land- und Forstwirtschaft; Finanzausschuss; Rechnungshofausschuss; Ausschuss für Konsumentenschutz; Ausschuss für Land- und Forstwirtschaft; Budgetausschuss; Landesverteidigungsausschuss.

## Auszeichnungen
- 2006: Großes Silbernes Ehrenzeichen für Verdienste um die Republik Österreich[2]
- 2014: Großes Silbernes Ehrenzeichen mit Stern für Verdienste um die Republik Österreich